# Прашина
Прашина је уопштен назив за сићушне постојане комадиће произвољне материје пречника мањег од 500 микрона или, ако се посматра још шире, за сваку фино издељену материју. На Земљи прашина у атмосфери има разне изворе: земна прашина ношена ветром, вулканске ерупције и ваздушно загађење су неки од примера. Прашина у ваздуху представља аеросол и има снажно, локално радиоактивно дејство на атмосферу и значајно утиче на климу. Ако се у њеном саставу налази и нека запаљива супстанца (нпр. флуор), прашина може изазвати експлозију. Прашина је одговорна за плућну болест познату под називом Pneumoconiosis, као и за црну плућну болест од које најчешће обољевају рудари. Да би се умањило штетно дејство, донете су бројне законске одредбе којима се прописују стандарди који морају бити испуњени у радној средини.

## Опште особине
Физичке особине прашине покоравају се природним законима који нису идентични онима који важе за чврста и течна тела. Тако, на пример, притисак на зидове кутије пуне прашином не мора бити једнак у свим тачкама.
Прашина је штетна из више разлога, јер може да изазове здравствене проблеме не само код радника који имају свакодневни контакт са њом већ и код становништа у широј околини.
Ерозије које се догађају на депонијама и то под утицајем ветра су једни од главних извора прашине. Сам рад на депонијама такође доводи до емисије прашине. Управљање депонијама је сложен процес и често захтева константан саобраћај на и око депоније где се такође јавља емисија прашине.

## Фактори који утичу на емисију прашине
Јачина, односно интенѕитет, издвајања прашине зависи од неколико фактора:
- карактеристике угља, садржаја влаге, облика честица
- геомтерије депоније, положаја и начина формирања
- климатских услова

Одређивање створене прашине зависи од једног кључног фактор а то је количина влаге.
Влага која се налази у депонијама јесте последица падавина, процеса прања угља итд.
Климатске прилике утичу на то колика је величина емисије прашине.

## Превенција емисије прашине
Редовна контрола емисије прашине на депонијама је важна због:
- заштите жиотне средине
- економије

Најповољнији моменат за иѕбор система који служе ѕа заштиту од прашине јесте у фази планирања депоније. На крају се испостави да је ово много исплативији начин него накнадно предузимање мера.
Основне методе сузбијања прашине су:
- контрола ветра
- средства за прекривање депонија
- системи за спречавање емисије прашине квашењем
- ограђивањем депоније

## Средства за сузбијање прашине
Тренутно постоји много средстава који су доступни за контролу и сузбијање прашине на депонијама. Постоје она која укључују воду, средства за влажење, пене као и хемикалије за прекривање депонија.
Хемијска средства имају двоструку намену, смањују емисију прашине али доводе до спречавања оксидације угља.
Ова средства наравно имају одређена ограничења а то су:
- цена
- ограничења заштите животне средине

## Мониторинг и методе испитивања
Ниво запрашености на депонијама може довести до зона угрожености прашином. "Мониторинг" нивоа запрашености може индетификовати зоне угрожене прашином. Свакако успешан мониторинг запрашености  ваздуха захтева добар избор мених места.

## Кућна прашина
Прашина која се скупља у кући је комбинација атмосферске прашине и прашине људског порекла, коју чине углавном изумрле ћелије коже и влакна са одеће и покривача. Може се уклонити метлом, крпом или усисивачем.
Гриње, организми који се често срећу у влакнима тепиха и на душеку, користе органске компоненте кућне прашине за своју исхрану. Њихов измет, заузврат, постаје део кућне прашине и може изазвати алергијске реакције код људи.